# Casa Blanca, Arizona
Casa Blanca je naseljeno područje za statističke svrhe u američkoj saveznoj državi Arizona. Prema popisu stanovništva iz 2010. u njemu je živjelo 1,388 stanovnika.